# Windfærer
Windfærer (auch Windfaerer geschrieben) ist eine hispanische Folk-Metal-Band mit starken Einflüssen aus der Spielart des modernen Black Metals. Ihr Name geht auf die archaische Bezeichnung für den Berufsstand des Färers zurück. Selbst bezeichnet sie ihre Musik auch als „Folkloric Black Metal“.

## Geschichte
Gegründet wurde das Projekt von dem spanischstämmigen Gitarristen Michael Gonçalves. Das aktuelle Album Alma erschien im Oktober 2018 beim italienischen Label Avantgarde Music. Produziert wurde es von Scot Moriarty (Organ Dealer) und Kevin Antreassian (The Dillinger Escape Plan) in den Backroom Studios in Rockaway, New Jersey.

## Stil
Das Gitarrenspiel wird mit dem von Agalloch und Dark Tranquillity verglichen. Die Violine nimmt häufiger eine tragende Rolle in den Kompositionen ein, auf den jüngeren Veröffentlichungen wird sie Teil der Rhythmusfraktion. Bezüglich des Kontrasts zwischen Gitarren und Violine in den älteren Kompositionen gab Gonçalves an, noch von Mägo de Oz inspiriert worden zu sein. Textlich wird Bezug genommen auf die Geschichte, die Mythen und Sagen der iberischen Halbinsel.

## Diskografie
- 2009: Glorybound (Demo, CD, Eigenvertrieb)
- 2010: Tribus (Album, CD, Noire Perpetua)
- 2012: Solar (Album, CD, Noire Perpetua) Wiederveröffentlichung mit Bonuslied via PRC Music, 2019.
- 2015: Tenebrosum (Album, CD, Hammerheart Records)
- 2016: Coniuratio Nigrum Atlantika (Split-Album mit WolfCloak und Dumal, CD, Eigenvertrieb)
- 2018: Alma (Album, CD/LP, Avantgarde Music; MC, Fólkvangr Records)
- 2021: Breaths of Elder Dawns (Album, CD/2x12″–Vinyl, Avantgarde Music)

Download-Singles
- 2018: Dawn of Phantom Light (Single, MP3, Avantgarde Music)
- 2019: Night of the Graveless Souls (Single, MP3, Avantgarde Music) Emperor-Cover.

Beiträge auf Kompilationen (Auswahl)
- 2016: Celestial Supremacy auf Ritual Vol. 3 (FLAC, The Death Of A Modernist)
- 2019: Blooded Shore auf Lords of the North : A Tribute to Bathory (CD/MC, Fólkvangr Records)